# كنيس ماغين أبراهام

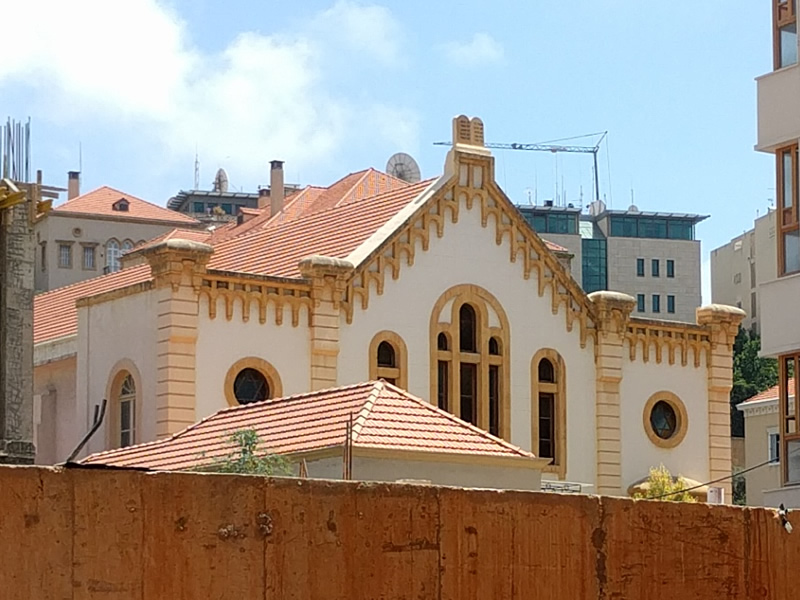
كنيس ماغين أبراهام

كنيس ماغين أبراهام (بالعبرية: בית הכנסת מגן אברהם - «بيت ه-كِنِسِّت مَغِن ابرهم») هو الكنيس اليهودي الأقدم والوحيد في بيروت، لبنان. لا زال قائما في شارع وادي أبو جميل؛ في وسط بيروت وقد تمت إعادة ترميمه في العام 2010 بتمويل من يهود لبنان.

## تاريخ
انظر أيضا: يهود لبنان

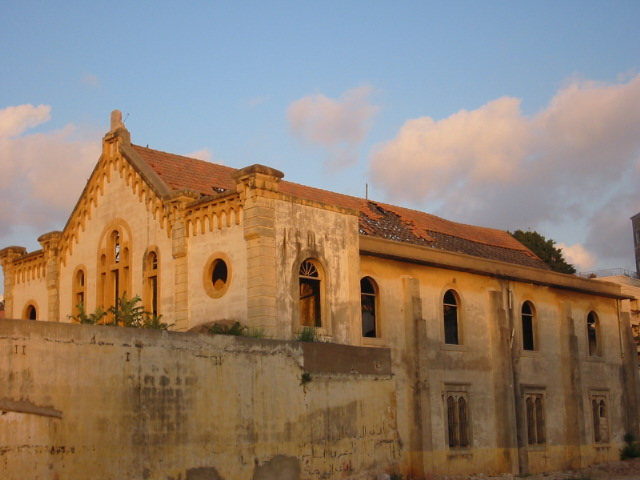
كنيس ماغين أبراهام قبل الاستعادة.

بني الكنيس العام 1925 وقد سمي على اسم ابن أبراهام ساسون. قام يوسف فارحي زعيم الطائفة اليهودية في لبنان بالمساعدة على اكمال البناء الداخلي وذلك لنقص بالتمويل.
قامت الحركة الصهيونية باستعمال الكنيس في اربعينيات القرن العشرين فاستخدمته محطة مؤقتة للمهاجرين غير الشرعيين إلى فلسطين.
في العام 1976، بعد عام من بداية الحرب الأهلية اللبنانية، قام يوسف فارحي بنقل اسفار التوراة الخاصة به إلى جنيف حيث استودعها لدى الصيرفي اليهودي السوري الأصل المعروف ادموند صفرا الذي قام بحفظها في خزائن مصرفه. وقد تم نقل غالبيتهم لاحقا إلى كُنُس لليهود الشرقيين في إسرائيل.
أدى الاجتياح إلإسرائيلي للبنان عام 1982 إلى العديد من الأعمال الانتقامية ضد الطائفة اليهودية في لبنان. في وقت حاولت فيه إسرائيل اجتذاب يهود لبنان لكي يهاجروا لها. حيث كانت فكرة الهجرة إلى إسرائيل فكرة مرفوضة لدى الطائفة في لبنان رغم تعرضها للعديد من الاعتداءات من قبل جماعة إسلامية متشددة منذ 1984. وقد شملت الاعتداءات هجمات على كنس يهودية، كما تم خطف 11 يهوديا من أعيان الطائفة اليهودية اللبنانية واعدامهم.
في عام 1991 وكنتيجة للهجرة الجماعية للطائفة إلى الخارج، لم يبق في لبنان سوى 800 يهوديا يعيش اثنان منهم في شارع وادي أبو جميل، فيما توجد البقية في بيروت، جبيل، جبل الشوف، بشامون، وبحمدون إلا أن هذه الجالية الباقية تقوم بالتخفي خشية.
قام رئيس الوزراء اللبناني الأسبق رفيق الحريري باصدار قرار بأعادة افتتاح الكنيس واحاطته بالحدائق ألا ان القرار لم ينفذ. اما بالنسبة للمدرسة التلمودية المجاورة فقد تم هدمها حتى لا تقوم بتغطية منظر شاطئ البحر على أبنية حديثة مجاورة.
في أكتوبر 2008 ذكرت وسائل اعلام حول قيام بعض أفراد الطائفة اليهودية في لبنان بالاستعداد لترميم الكنيس، حيث توقع اسحق آرازي وهو من اليهود اللبنانيين القلائل الذين لايزالون في لبنان أن مشروع ترميم الكنيس هو «مشروع جدي» متوقعا أن تصل كلفة ترميمه إلى نحو مليون دولار أمريكي.

## الحاخامات الكبير
بين أعوام 1908 و1978 قاد عدة حاخامات يهود الشؤون الدينية للطائفة اليهودية في لبنان وهم على النحو التالي:
- الحاخام دنون 1908-1909
- يعقوب مسلاتون 1910-1921
- سليمان تاغير 1921-1923
- شابتي باحبوت 1924-1950
- بنزيون ليشتمان 1932-1959
- يعقوب أتيه 1949-1966
- شعود شريم 1960-1978